# 니오 이브

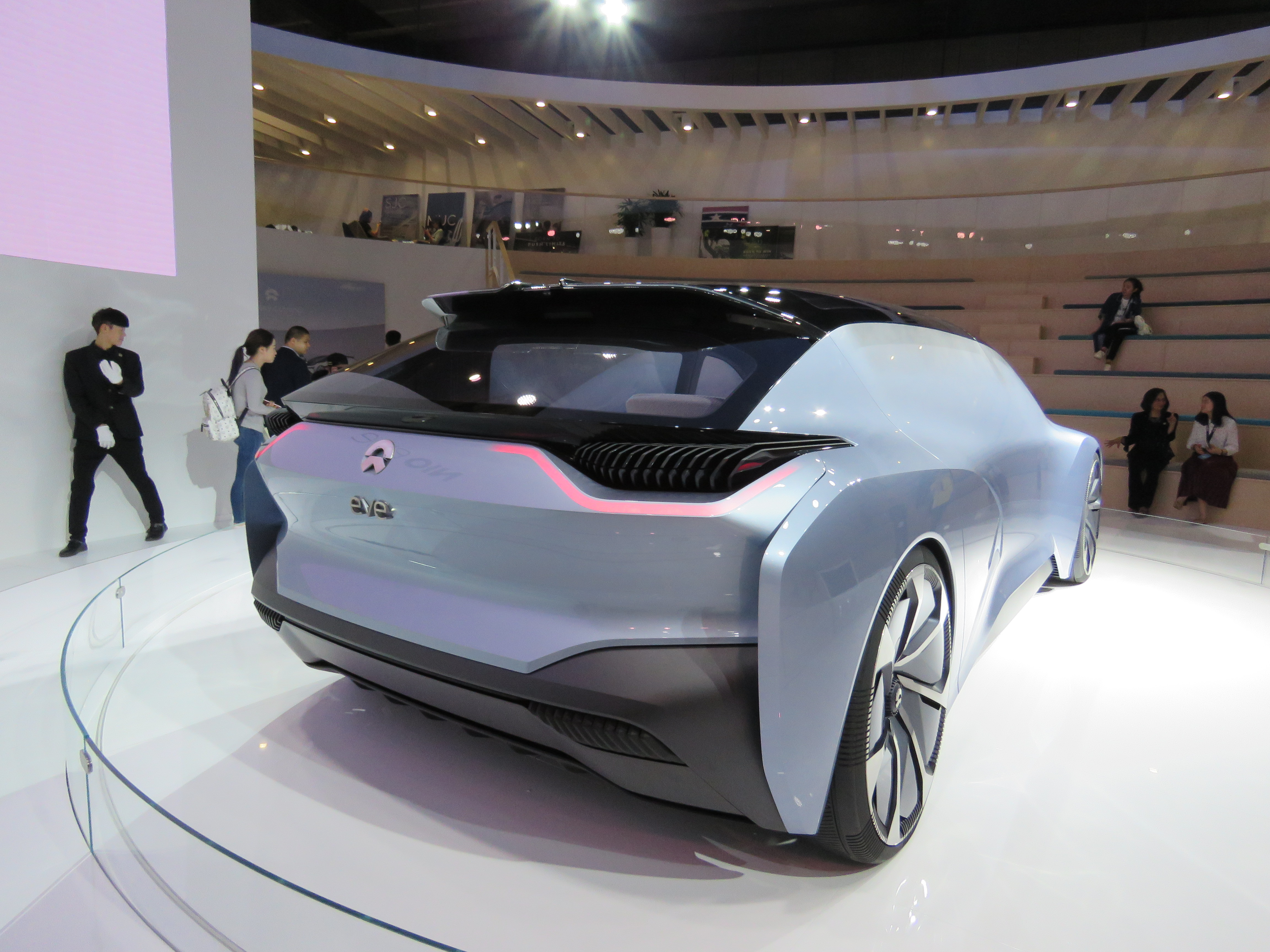
니오 이브 컨셉트 후면

니오 이브(영어: Nio Eve)는 니오의 컨셉트 카로, 작동하는 프로토타입이 2017년 SXSW에서 공개되었다. 이 차량은 자율주행차라고 알려져 있지만, 선택에 따라 수동으로 운전할 수도 있다. 니오는 2020년까지 이 차량을 생산할 것이라고 발표했지만, 2023년 현재까지도 생산에 들어가지 않았다.
니오 웹사이트에는 브라우저가 차량을 둘러볼 수 있는 섹션이 포함되어 있다.

## 디자인
차량의 외관은 긴 휠베이스와 짧은 오버행, 낮은 카시트, 큰 휠을 중심으로 디자인되었다. X-바, 다이내믹 휠, 테일라이트를 통해서도 독특한 특징이 나타날 것이다. 차량 전체의 표면은 즉각적으로 능동적인 불투명도를 허용하여 승객과 운전자가 햇빛을 차단하거나 먼 거리를 볼 수 있게 한다. 독특한 슬라이딩 도어는 차량에 넓은 입구를 제공한다.
최대 6명까지 탑승할 수 있는 실내는 넓고 생활 환경을 반영한다. 실내 후면 좌측의 주요 좌석 공간에는 접이식 테이블이 있는 두 개의 마주보는 좌석이 있다. 이 좌석 중 하나에는 촉각 고정 컨트롤러가 있어 주변 환경을 조절하거나 상호 작용할 수 있다. 실내 후면 우측에는 휴식 공간이 있어 승객이 잠을 자기 위해 몸을 젖힐 수 있다. 자율 주행 시 실내 전면 영역에는 차량 앞쪽에서 뒤쪽까지 확장되는 창문이 있다. 수동으로 운전할 때는 팝업 스티어링 휠을 사용하여 차량을 운전한다. 전면 영역에는 운전자의 모든 개인화된 콘텐츠를 포함하는 개방형 인터페이스도 포함되어 있다. 이것은 일반적인 계기판을 대체한다. 앞유리의 지붕 영역은 밤에는 "우주 관측소"로 사용되어 운전자와 승객에게 하늘의 별자리, 별, 달, 행성을 보여준다. 이브는 또한 주변 사람들과 다른 차량과 함께 작동하는 새로운 프로토콜을 가지고 있다. 이브는 또한 차체에 센서를 가지고 있어 운전할 때 주변 환경을 인식하고 다른 차량을 인식할 수 있다.

## 디지털 동반자
이 차량은 NOMI라는 시스템을 사용하는데, 이는 운전자와 승객의 요구 사항을 충족시키기 위해 학습하는 인공지능 디지털 동반자이다. 이 장치의 구현체는 전면과 후면에서 찾을 수 있다. 이 장치의 캔버스는 전면 유리창으로, 운전자와 승객에게 모든 관련 정보를 표시한다. 캔버스는 개인 정보 또는 엔터테인먼트 등 증강된 경험을 제공하는 데도 사용된다. 이는 또한 모든 명소를 제안으로 표시한다.